# Tengen Chine-Japon
Le Tengen Chine-Japon est une compétition de go qui oppose les tenants du titre japonais Tengen et du titre chinois Tianyuan. Les mots Tengen en japonais et Tianyuan en chinois s'écrivent de la même façon (天元) et désignent le point central du goban.

## Organisation
Le tenant du titre Tengen affronte le tenant du titre Tianyuan dans une série de 3 parties.

## Vainqueurs
| Joueur           | Années            |
| ---------------- | ----------------- |
| Cho Chikun       | 1988, 1989        |
| Rin Kaiho        | 1990, 1991        |
| Nie Weiping      | 1992              |
| Liu Xiaoguang    | 1993              |
| Ma Xiaochun      | 1994 - 1996       |
| Chang Hao        | 1997 - 1999, 2001 |
| Kobayashi Koichi | 2000              |
| Hane Naoki       | 2002              |